# 十六沟角贝
十六沟角贝（学名：Striodentalium sedecimcostatum），是象牙贝目象牙贝科沟角贝属的一种。主要分布于中国大陆，常栖息在水深可达550米。